# Kovács Kati Tíz
A Tíz Kovács Kati tizenkettedik nagylemeze. 1980 májusában jelent meg LP és 1983-ban MC formátumban. Tíz dal található rajta, és tíz évvel az énekesnő első nagylemeze után jelent meg. Az 1976-os LGT-s válogatáskazettát beleszámítva az énekesnő tizedik magyar albuma. Hogy ezen vagy egyéb okok közül pontosan miért kapta a lemez a címét, ez egyértelműen az akkori sajtó és az énekesnő nyilatkozatai szerint sem derült ki. Hasonló kétségek pl. az LGT együttes 1982-es Locomotiv GT X. című lemezével kapcsolatban is felmerültek.
Kísér az Universal együttes.
Az én időm c. dal az 1980-as Tessék választani! versenyen hangzott el, amiért az énekesnő előadói díjat kapott. A dalt a Snowgoons német hiphopegyüttes dolgozta fel.
A lemez leghossszabb, 5 perces Kérdés önmagamhoz c. dalának két perces elektronikus zenei bevezetője után az énekesnő monológot ad elő, s csak két rövid részletben énekel.
A lemez külföldön is megjelent. A magyar kiadás különleges, fehér alapon zöld betűkkel írt címkével, a külföldi kiadás a hagyományos piros címkével jelent meg.

## Dalok
A
- 1. Én sohasem búcsúzom (Koncz Tibor-Bradányi Iván)
- 2. Mondd, gondolsz-e még arra? (Koncz Tibor-Bradányi Iván)
- 3. Az én időm (Koncz Tibor-Szenes Iván)
- 4. Én is (Koncz Tibor-Szenes Iván)
- 5. Nálad (Koncz Tibor-Szenes Iván)

B
- 1. Kérdés önmagamhoz (Koncz Tibor-Szenes Iván)
- 2. Önmagam vagyok (Koncz Tibor-Sülyi Péter)
- 3. Mit érdemel, mondd, az a bűnös (Koncz Tibor-Szenes Iván)
- 4. Mit csinálnánk a nagymama nélkül? (Koncz Tibor-Szenes Iván)
- 5. Gőzmozdony (Koncz Tibor-Szenes Iván)

### Slágerlistás dalok
Magyar Ifjúság & Magyar Rádió
1979 Én sohasem búcsúzom
1980 Az én időm
1980 Nálad
1981 Mondd, gondolsz-e még arra?
Ifjúsági Magazin
1980 Kérdés önmagamhoz

## Közreműködők
- Universal együttes
- Koncz Tibor – elektronika
- Szalai Sándor – elektronika

## Televízió
Tv-felvétel készült a következő dalokból:
- Én sohasem búcsúzom
- Mondd, gondolsz-e még arra (1980. augusztus 20.)
- Az én időm (Pulzus, 1980. szeptember)
- Gőzmozdony (Egy… két… há… négy… ZENE! {Sportoló zenészek} Műsorvezető: Egri János)

## Rádió
- Kovács Kati előadóestje (műsorvezető: Antal Imre)
- Vasárnapi koktél (Én is, Nálad, Mit csinálnánk a nagymama nélkül)
- A lemezgyár újdonságaiból (a lemez B oldalának dalai)

## A lemezzel közel egyidőben született egyéb felvételek
- 1979 Élek, ahogy a többiek (kiadatlan)
- 1979 Ma rád gondolok (kiadatlan)
- 1979 Menetjegy (Universal-változat kiadatlan)
- 1979 Ne aludj el
- 1980 Szeretni kéne (kiadatlan)
- 1981 Hol van már (kiadatlan)
- 1981 Mindig veled (kiadatlan)